# Travis Brent
Travis Brent (Virginia Beach, 17 februari 1992) is een Amerikaans voetballer die als verdediger bij Almere City FC speelde.

## Carrière
In het seizoen 2014/15 was Travis Brent deel van de selectie van Heracles Almelo. Hij zat hier één wedstrijd op de bank, maar kwam niet in actie. In de zomer van 2015 vertrok hij transfervrij naar Almere City FC. Hij maakte zijn debuut in de Eerste divisie voor Almere City FC op 20 november 2015, in de met 2-2 gelijkgespeelde thuiswedstrijd tegen Helmond Sport. In de zomer van 2016 vertrok hij transfervrij. In maart 2017 tekende Brent een contract bij Penn FC.

### Statistieken
| Seizoen                       | Club            | Land             | Competitie       | Competitie | Competitie | Beker | Beker | Totaal | Totaal |
| Seizoen                       | Club            | Land             | Competitie       | Wed.       | Dlp.       | Wed.  | Dlp.  | Wed.   | Dlp.   |
| ----------------------------- | --------------- | ---------------- | ---------------- | ---------- | ---------- | ----- | ----- | ------ | ------ |
| 2014/15                       | Heracles Almelo | Nederland        | Eredivisie       | 0          | 0          | 0     | 0     | 0      | 0      |
| 2015/16                       | Almere City FC  | Nederland        | Eerste divisie   | 10         | 0          | 0     | 0     | 10     | 0      |
| 2017                          | Penn FC         | Verenigde Staten | USL Championship | 21         | 0          | 2     | 0     | 23     | 0      |
| Carrièretotaal                | Carrièretotaal  | Carrièretotaal   | Carrièretotaal   | 31         | 0          | 2     | 0     | 33     | 0      |
| Bijgewerkt op 5 februari 2019 |                 |                  |                  |            |            |       |       |        |        |